# Hebei Handan
Hebei Handan är en flygplats i Kina. Den ligger i provinsen Hebei, i den norra delen av landet, omkring 410 kilometer sydväst om huvudstaden Peking. Hebei Handan ligger 66 meter över havet.
Runt Hebei Handan är det tätbefolkat, med 550 invånare per kvadratkilometer. Närmaste större samhälle är Handan, 9,2 km norr om Hebei Handan. Runt Hebei Handan är det i huvudsak tätbebyggt.
Genomsnittlig årsnederbörd är 641 millimeter. Den regnigaste månaden är juli, med i genomsnitt 220 mm nederbörd, och den torraste är januari, med 5 mm nederbörd.